# Mackova mohyla
Mackova mohyla je pomník zbudovaný v Jizerských horách na památku zesnulé Marcely Sršňové.

## Historie
Skulptura upomíná na skautku Marcelu Sršňovou pocházející z Frýdlantu, která 9. května 1990 ve věku patnácti let v Praze podlehla leukemii. Ve skautském oddíle, který dívka navštěvovala, dostala přezdívku „Macek“. Během devadesátých let 20. století instaloval v Jizerských horách u Lysých skal Jiří Sršeň, bratr zemřelé, kříž v upomínku na svou sestru. Členové skautského oddílu Jiří Novák, zvaný Frýgo, a dívka s přezdívkou Jitřenka navíc v těch místech postavili mohylu.
Postupem let dřevěný kříž zetlel a na jaře roku 2010 se Jiří Sršeň, u příležitosti dvacátého výroční úmrtí své sestry, rozhodl jej obnovit. Modřínové dřevo na nový kříž dodal pan Jiří Král. Výrobu vlastního pomníku zajistil svépomocí Jiří Pavelka. Kříž byl sice vyroben, avšak zbývalo na něj vyrobit malou mosaznou desku. Během léta roku 2010 navíc oblast Frýdlantska postihly záplavy, a tak byl kříž osazen na místo až během jarních měsíců roku 2011.
Návštěvník, který na místo při zeleně značené turistické cestě z Oldřichovského sedla k Lysým skalám zavítá, o tom může zapsat zprávu do notesu uloženého ve schráně pod kamenem v zadní části mohyly.